# Stefan Aškovski
Stefan Aškovski (mazedonisch Стефан Ашковски; * 24. Februar 1992 in Skopje) ist ein mazedonischer Fußballspieler.

## Karriere

### Verein
Aškovski spielte für die Jugendmannschaften der Vereine FK Metalurg Skopje und Vardar Skopje, ehe er 2010 beim FK Teleoptik seine Profikarriere startete. Nach zwei Spielzeiten wechselte er im Sommer 2012 zum serbischen Verein FK Partizan Belgrad. Bei diesem Verein absolvierte er lediglich eine Ligapartie und wurde von 2013 bis 2016 an unterschiedliche Vereine ausgeliehen.
Im Januar 2016 wechselte er in die 2. türkische Liga zu Kayseri Erciyesspor. Doch schon im Sommer ging er weiter zu Fortuna Sittard und wurde von dort zwischenzeitlich an Górnik Łęczna verliehen. Die Saison 2018/19 verbrachte er bei Slawia Sofia und seitdem spielt er beim FC Botoșani in Rumänien.

### Nationalmannschaft
Aškovski startete seine Nationalmannschaftskarriere mit einem Einsatz für die mazedonische U-17-Nationalmannschaft und spielte anschließend auch für die mazedonische U-19- und U-21-Nationalmannschaft.
Im September 2015 debütierte er im Rahmen eines Qualifikationsspiels der Europameisterschaft 2016 gegen die luxemburgische Nationalmannschaft für die mazedonische A-Nationalmannschaft.

## Erfolge
- Serbischer Meister: 2013